# Campionati sloveni di ski cross 2015
I Campionati sloveni di ski cross 2015 si sono svolti a Kope il 4 aprile. Il programma ha incluso la gara maschile mentre la gara femminile è stata annullata, sebbene fosse stata prevista dagli organizzatori. 
Trattandosi di competizioni valide anche ai fini del punteggio FIS, vi hanno partecipato anche sciatori di altre federazioni, senza che questo consentisse loro di concorrere al titolo nazionale sloveno.

## Risultati

### Uomini
| Pos. | Atleta          | Nazione   |
| ---- | --------------- | --------- |
| 1    | Blaž Ogorelc    | Slovenia  |
| 2    | Mateusz Habrat  | Polonia   |
| 3    | Filip Flisar    | Slovenia  |
| 4    | Matic Masterl   | Slovenia  |
| 5    | Koppany Pap     | Ungheria  |
| 6    | Stefan Janssens | Belgio    |
| 7    | Radim Palan     | Rep. Ceca |
| 8    | Jaka Masterl    | Slovenia  |